# Roberto Cota
Pour les articles homonymes, voir Cota (homonymie).

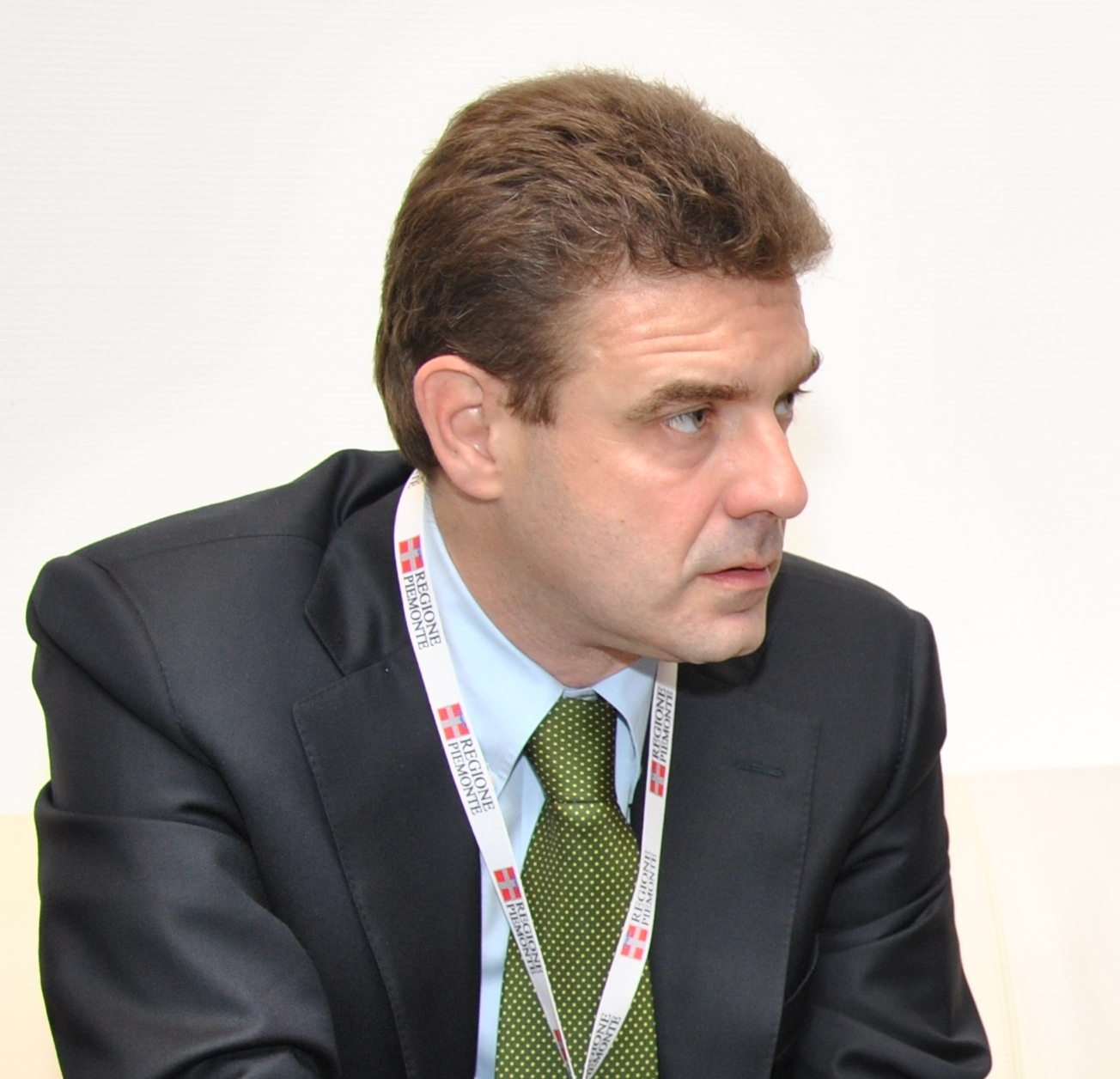
Roberto Cota

Roberto Cota (né le 13 juillet 1968 à Novare) est un avocat et un homme politique italien.

## Biographie
Membre de la Ligue du Nord, Roberto Cota est président de la région Piémont de 2010 à 2014, date à laquelle son élection est définitivement invalidée. Vainqueur de justesse des élections régionales du 29 mars 2010 au Piémont, il prend ses fonctions le 9 avril 2010. 
Le tribunal administratif régional du Piémont ordonne le recompte des votes après le recours des listes de gauche contre deux listes alliées à Roberto Cota qu'elles considèrent comme irrégulières. Mais le 19 octobre 2010, le Conseil d'État confirme provisoirement l'élection de Roberto Cota, suspendant le recompte des votes. Le 11 février 2014, le Conseil d'État annule définitivement l'élection du président Roberto Cota dans le Piémont. Ce dernier est immédiatement relevé de ses fonctions et ne se représente pas aux élections régionales de mai 2014.
Le 24 juillet 2018, il est condamné en appel à une peine de prison.